# Emmanuel Cabajar
Emmanuel Treveno Cabajar CSsR (ur. 8 października 1942 w Handayan Getafe) – filipiński duchowny rzymskokatolicki, w latach 2004-2018 biskup Pagadian.

## Życiorys
Święcenia kapłańskie przyjął 18 grudnia 1966 w zgromadzeniu redemptorystów. Pracował w placówkach zakonnych w Davao, Iligan i Mindanao. W latach 1996–1997 był wikariuszem filipińskiej prowincji zakonu, zaś w latach 1997-2004 radnym generalnym zgromadzenia.
14 maja 2004 papież Jan Paweł II mianował go biskupem Pagadian. Sakry biskupiej udzielił mu 14 sierpnia 2004 kard. Ricardo Vidal.
22 grudnia 2018 przeszedł na emeryturę.